# Флора Кросс
Флора Кросс (англ. Flora Cross; 11 січня 1993, Париж) — американська акторка.

## Біографія
За національністю Флора Кросс єврейка. Її мати розлучилася з батьком, коли їй було 6, відтоді вони бачилися один раз. У неї двоє старших братів, які теж актори, Гарлі Кросс та Елі Марінталь. 

## Кар'єра
Виконала головну роль Елізи в 2005 у фільмі «Сезон бджіл». Потім зіграла Інгрід у 2007 у фільмі Марго на весіллі.